# 片倉政憲
片倉 政憲（かたくら まさのり）は、日本の漫画家。大阪府出身。代表作は『GO DA GUN』『魔砲使い黒姫』。
別名義に片倉・M・政憲、片倉・狼組・政憲など。

## 作品

### 連載
- 完殺者真魅(ジェノサイダーまみ)（原作：鳴海丈、集英社月刊少年ジャンプ、1994年 - 1995年）
- GO DA GUN（「片倉・M・政憲」名義、集英社月刊少年ジャンプ、1997年9月号 - 2003年5月号）
- 魔砲使い黒姫（「片倉・狼組・政憲」名義、集英社月刊少年ジャンプ2000年夏増刊号、2001年春増刊号、夏増刊号、2002年夏増刊号、2003年7月号 - 2007年7月号、ジャンプスクエアweb連載、2007年12月 - 2011年2月）
- パト犬（「片倉・狼組・政憲」名義、集英社ジャンプスクエア2007年12月号 - 2008年11月号）

### 読切
- STARDOM
- FANG
- GO DA GUN（読切版、月刊少年ジャンプ1996年夏増刊号、集英社）
- 魔砲使い蒼姫
- エイリアン♀zギャルズ（狼組名義、グランドジャンプPREMIUM、集英社）

## 作風・人物
- 主にアクション漫画を得意とする。
- 新連載を始める度に改名する。
  - 『GO DA GUN』連載のときに使用した「片倉・M・政憲」名義は、前作『完殺者真魅』の主人公・来栖真魅の「MAMI」からとって、氏名の間にMを挿入した。
  - 『魔砲使い黒姫』の本格連載開始のときから使用している「片倉・狼組・政憲」名義は、前作『GO DA GUN』の主人公・剛打銃の所属した「1年狼組」からとって狼組、としている。
  - 但し『魔砲使い黒姫』は当初『GO DA GUN』連載中に増刊で連載を始めた為、1巻のみ「片倉・M・政憲」名義となっている版がある。現在の重版分はすべて「片倉・狼組・政憲」名義になっている。
  - 現在、『黒姫』と並行して連載した『パト犬』以降では、「片倉・狼組・政憲」の名義のままである。
- 既婚者であり、コミックスの作者紹介のページに家族や子供の写真を用いたこともある。
- 漫画家の山根和俊と交流があり、「GO DA GUN」のオマケ4コマでは、イニシャルで「K.Y」と紹介されているが、明らかに山根である。また、「GO DA GUN」で、山根がチョイ役キャラを描いていると思われるコマがある。
- バイカーでもある。
- 関西弁を喋るキャラを必ず描いて登場させている。
- 当て字を多用した独特なネーミングを用いる。

## 師匠
- 高岩ヨシヒロ

## アシスタント
- 田村吉康
- 服部昇大